# Kiblawan
Kiblawan è una municipalità di quarta classe delle Filippine, situata nella Provincia di Davao del Sur, nella Regione del Davao.
Kiblawan è formata da 30 baranggay:
- Abnate
- Bagong Negros
- Bagong Silang
- Bagumbayan
- Balasiao
- Bonifacio
- Bulol-Salo
- Bunot
- Cogon-Bacaca
- Dapok
- Ihan
- Kibongbong
- Kimlawis
- Kisulan
- Lati-an

- Manual
- Maraga-a
- Molopolo
- New Sibonga
- Panaglib
- Pasig
- Poblacion
- Pocaleel
- San Isidro
- San Jose
- San Pedro
- Santo Niño
- Tacub
- Tacul
- Waterfall